# Карбон Хил (Илиноис)
Карбон Хил (енгл. Carbon Hill) град је у америчкој савезној држави Илиноис.

## Демографија
По попису из 2010. године број становника је 345, што је 47 (-12,0%) становника мање него 2000. године.
| Група             | 2000.       | 2010.       |
| Белци             | 382 (97,4%) | 329 (95,4%) |
| Афроамериканци    | 0 (0,0%)    | 0 (0,0%)    |
| Азијати           | 0 (0,0%)    | 2 (0,6%)    |
| Хиспаноамериканци | 10 (2,6%)   | 14 (4,1%)   |
| Укупно            | 392         | 345         |